# Éliane Thibaut-Comelade

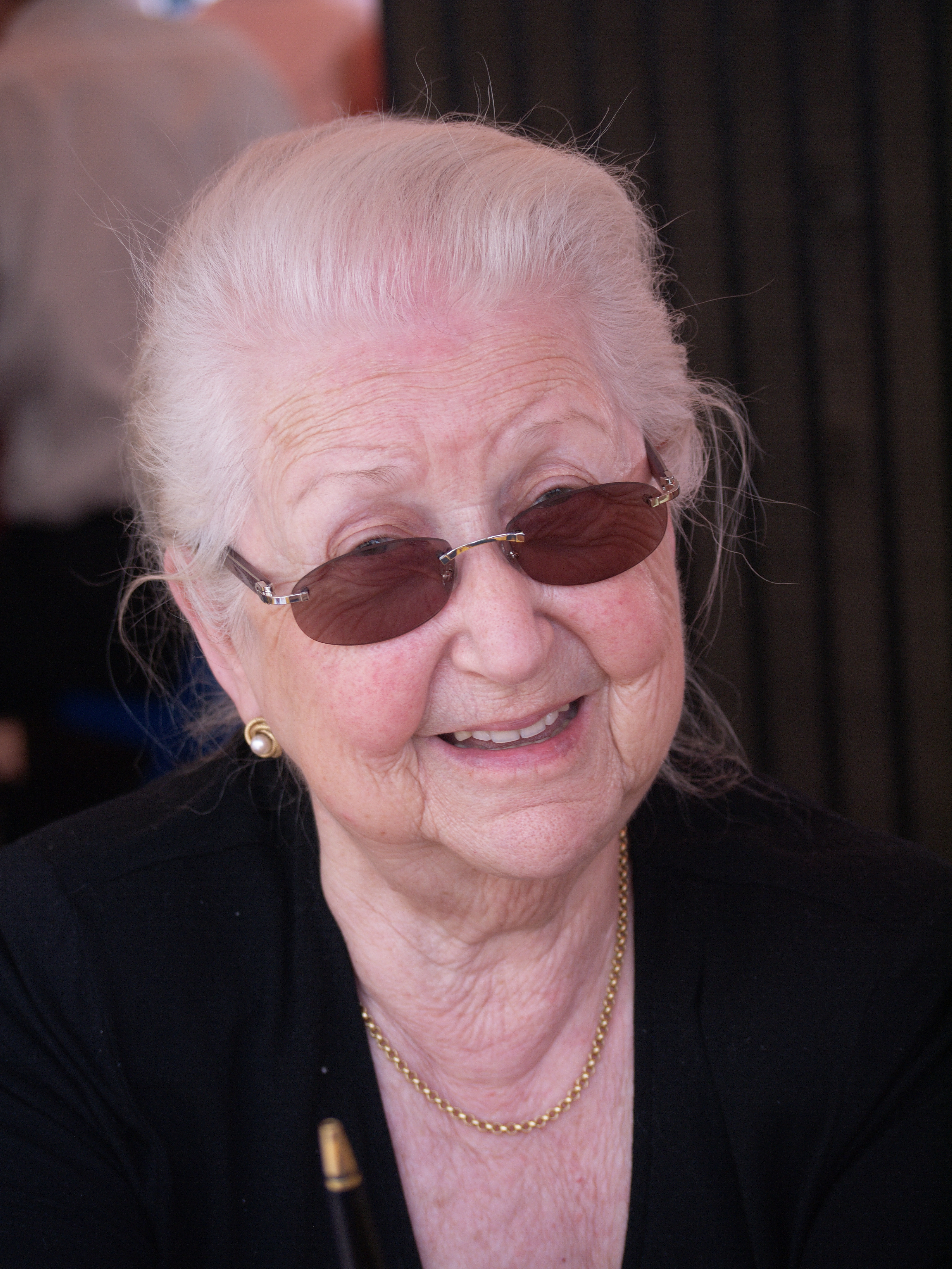
Retrato de Eliana Thibaut y Comalada, 2010.

Eliana Thibaut y Comalada (Rigarda, 28 de abril de 1928-Perpiñán, 6 de abril de 2021) fue una cocinera francesa ligada a la Escuela de Cocina Catalana de la Illa de Tet en Ille-sur-Têt, Rosellón (Francia) y autora de libros sobre gastronomía catalana. 
Fue autora de obras sobre cocina y nutrición, que abarcaba más de una treintena de libros, además de artículos divulgativos y un CD-ROM interactivo. Thibaut y Comalada se dedicaba sobre todo a la recuperación de la cocina catalana tradicional y las recetas medievales y populares. Eliana Thibaut era madre del músico Pascal Comelade.[cita requerida]

## Biografía
Fue profesora de la asignatura Higiene de la Alimentación en diversos centros de enseñanza técnica francesa, en 1985 impulsó la iniciativa de creación de los Tallers de Cuina Catalana i Tradicional, destinados a preservar y difundir la cocina de territorio. Empezó a editar libros de cocina en francés, en 2004 publicó un libro en español, y en lengua catalana, en los que puso de manifiesto su investigación etnológica en el campo de la alimentación (con una especial incidencia en el período de la Edad Media) y su capacidad de innovación en cuanto a recetas creadas a partir del sustrato tradicional de la cocina norte-catalana.[cita requerida]
Fue distinguida con el Premio Cruz de San Jorge del año 2009 concedido por la Generalidad de Cataluña.[cita requerida]

## Obra literaria
- THIBAUT I COMALADA, Eliana, 2007, "La cuina de la poma", Cossetània Edicions S.A. ISBN 978-84-9791-303-4
- THIBAUT I COMALADA, Eliana, 2006, "La cuina medieval catalana", Cossetània Edicions S.A. ISBN 978-84-9791-216-7
- THIBAUT I COMALADA, Eliana, 2004, "La cocina del Foie Gras", Lectio S.A. ISBN 978-84-9675-425-6
- THIBAUT I COMALADA, Eliana, 2003, "Les amanides de la mediterrània", Cossetània Edicions S.A. ISBN 978-84-96035-68-3
- THIBAUT I COMALADA, Eliana, 2002, "La cuina tradicional de la Catalunya Nord", Cossetània Edicions, S.A. ISBN 978-84-95684-67-7
- THIBAUT I COMALADA, Eliana, 2001, "La cuina dels Països Catalans, reflex d'una societat", Editorial Pòrtic, S.A. ISBN 978-84-7306-716-4
- THIBAUT I COMALADA, Eliana, 1995, "Les Coques Catalanes", Proa, Barcelona ISBN 84-800256-131-6